# Il Mattino
Il Mattino es un periódico italiano fundado en Nápoles en marzo de 1892 por Edoardo Scarfoglio y Matilde Serao. A lo largo de los años, ha mantenido la primacía del primer periódico en el sur de Italia en términos de número de copias y circulación entre los lectores.
El periódico es propiedad y publicado por Caltagirone Editore.
Desde el 18 de septiembre de 2018, la sede actual se encuentra en el Centro Direzionale de Nápoles, Isola B5, Torre Francesco. El nuevo equipo editorial fue nombrado en memoria de Giancarlo Siani, el reportero de la mañana asesinado en 1985 por la Camorra.

## Ediciones y difusión
La venta diaria promedio es de alrededor de 82,000 copias. Según los datos de la encuesta de 2008 de Accertamenti Diffusione Stampa, fue el periódico más leído en Campania y, según Audipress, fue uno de los periódicos más leídos en el sur de Italia con 975.000 lectores en 2011.
A partir del 24 de noviembre de 2008, Il Mattino comenzó la publicación en línea del periódico, con actualizaciones en tiempo real sobre noticias de la región y noticias nacionales y mundiales. Según los datos publicados por Audiweb, el sitio web de Mattino es el más leído diariamente en Campania y en Italia meridional.